# 恩普芬根
恩普芬根是德国巴登-符腾堡州的一个市镇。总面积18.29平方公里，总人口4138人，其中男性2078人，女性2060人（2011年12月31日），人口密度226人/平方公里。